# The Travelers Companies
The Travelers Companies (NYSE: TRV) é a maior seguradora americana em termos de capitalização de mercado.